# Trolejbusy w Preszowie

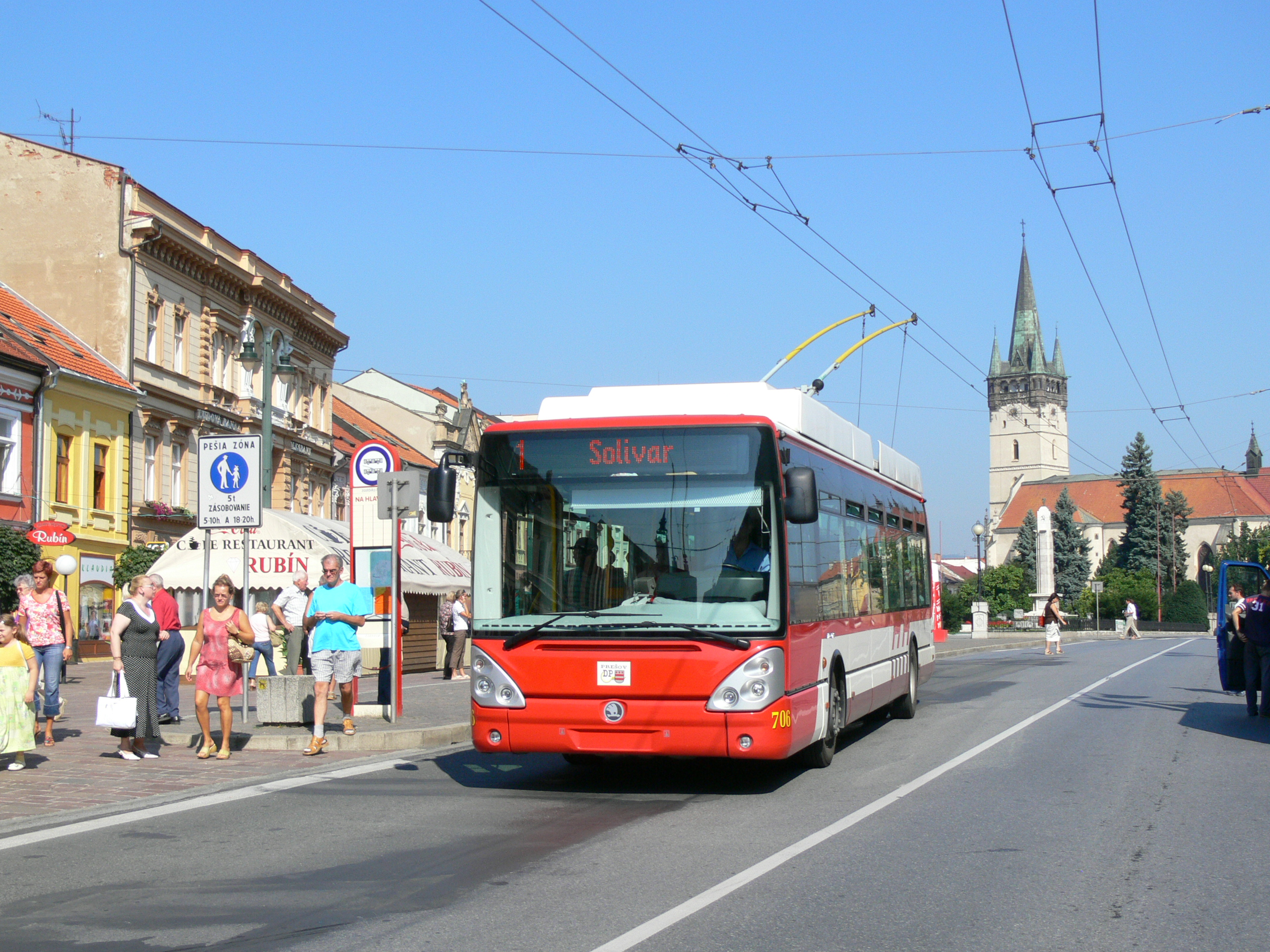
Preszowski trolejbus Škoda 24Tr Irisbus

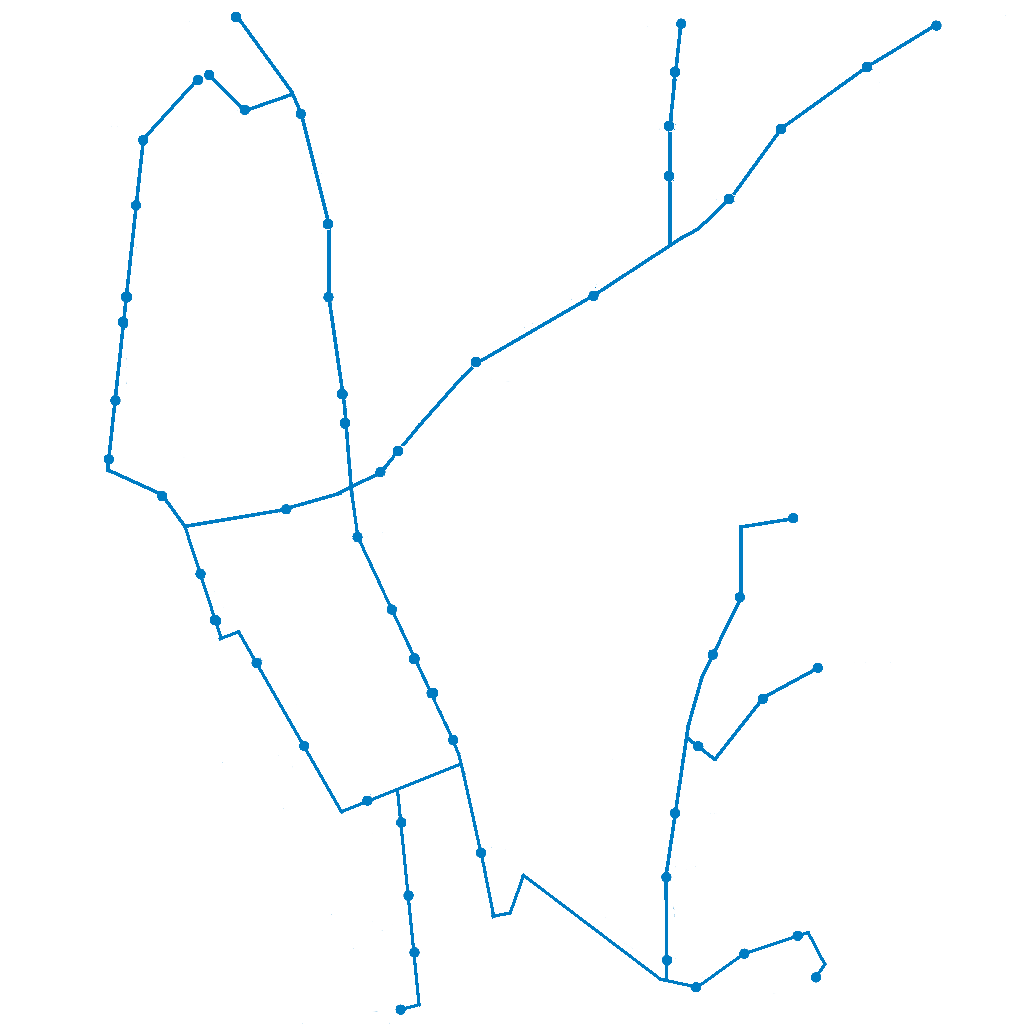
Schemat sieci trolejbusowej

Trolejbusy w Preszowie - sieć trolejbusowa, znajdująca się w stolicy kraju preszowskiego na Słowacji, Preszowie, zarządzana przez Dopravný podnik mesta Prešova, a.s.

## Historie

### Początki
Historia komunikacji miejskiej w Preszowie sięga 1949 roku, kiedy to powstało Przedsiębiorstwo Komunalne w Preszowie (Komunálny podnik mesta Prešova). Wtedy komunikację miejską zapewniały wyłącznie autobusy. Początki trolejbusów to rok 1958, w którym podjęto decyzję o budowie sieci trolejbusowej. Pierwsza linia, łącząca Nižną Šebastovą przez centrum z Solivarem, została oddana do eksploatacji 13 maja 1962 roku. Był to ostatni system komunikacji trolejbusowej, uruchomiony w Czechosłowacji przed okresem likwidacji komunikacji elektrycznej w latach 60. i 70.
Na potrzeby trolejbusów wybudowano zajezdnię Šarišské Lúky.

### Okres rozwoju i stagnacji
Stopniowo powstawały kolejne linie. W 1966 roku trolejbusy obsługiwały już m.in. ulice: Košicką, Sabinovską (wtedy Leningradską), Budovatelską i inne. W pierwszej połowie lat 70. przedłużono istniejące linie (na Dúbravę) oraz wybudowano zupełnie nowe (linia do przemysłowej dzielnicy Širpo). Mimo to, główny środek komunikacji w mieście stanowiły autobusy, ponieważ obsługiwały ważne osiedla (Sídliště III, Šváby i inne).
W drugiej połowie lat 70. funkcjonowanie sieci trolejbusowej było przerywane licznymi remontami ulic. Odcinki sieci były wyłączane z ruchu, w latach 1977 - 1981 zajezdnia została niemal odcięta od sieci w związku z remontem drogi. Mimo to nie doszło do likwidacji sieci.

### Najnowsza historia
W okresie kryzysu paliwowego sieć trolejbusowa rozwijała się dobrze, w sierpniu 1985 roku wybudowano linię na Sídliště III. Trolejbusy stawały się dominującym środkiem komunikacji miejskiej.
Najnowszą linię wybudowano w 1992 roku. Prowadziła na największe osiedle Sekčov (dwa odgałęzienia do ulicy Sibírskiej i Pod Šalgovík). W 1995 roku oddano do eksploatacji nową zajezdnię Solivar (aby zmniejszyć obciążenie zajezdni Šarišské Lúky; parkowało tu 15 trolejbusów). Od roku 2000 nie jest używana, sporadycznie trolejbusy parkowały tu w 2006 i 2009 roku w związku z remontami dróg. Przewoźnik (Dopravný podnik mesta Prešova, a.s.) wynajmuje obecnie (2010) pomieszczenia prywatnym firmom przewozowym.
W przyszłości planowane jest połączenie osiedla Sekčov z centrum miasta ulicą Rusínską oraz budowa linii na osiedle Šváby.

## Tabor
Pierwszych 12 trolejbusów Škoda 8Tr zakupiono już w latach 1960 - 1961, jeszcze przed ukończeniem budowy sieci. Ponieważ jednak trolejbusy nie mogły być jeszcze eksploatowane, siedem z nich przekazano do innych miast Czechosłowacji.
Jako pierwsze (oprócz pozostałych 8Tr) wykorzystywano w Preszowie trolejbusy Škoda 9Tr. W sumie w latach 1962 - 1981 miasto otrzymało 39 sztuk tych pojazdów. Ostatnie wycofano z eksploatacji w 1991 roku.
W 1982 roku w mieście pojawiły się trolejbusy Škoda 14Tr. Ostatnie pojazdy tego typu (w zmodernizowanej wersji 14TrM) kupiono w roku 2001. Najstarsze trolejbusy 14Tr są likwidowane od roku 1992.
W 1985 roku Preszów nabył 3 przegubowe pojazdy Škoda-Sanos S 200Tr. Ostatni z nich zlikwidowano w 1999 roku.
Kolejne przegubowe trolejbusy to Škoda 15Tr. W latach 1989–1999 kupiono 32 sztuki tego modelu (w tym zmodernizowane wersje 15TrM).
Od roku 2006 miasto nabywa niskopodłogowe trolejbusy Škoda 24Tr Irisbus (standardowy) oraz Škoda 25Tr Irisbus (przegubowy).
Według stany na styczeń 2008, na 7 liniach, eksploatowanych było 48 pojazdów:
| Zdjęcie | Typ                | Modyfikacje i podtypy   |
| ------- | ------------------ | ----------------------- |
|         | Škoda 14Tr         | Škoda 14Tr, Škoda 14TrM |
|         | Škoda 15Tr         | Škoda 15Tr, Škoda 15TrM |
|         | Škoda 24Tr Irisbus | Škoda 24Tr Irisbus      |
|         | Škoda 25Tr Irisbus | Škoda 25Tr Irisbus      |